# Ghetto (singel Kelly Rowland)
Ghetto – singiel amerykańskiej piosenkarki Kelly Rowland z gościnnym udziałem rapera Snoop Dogga. Piosenka „Ghetto” pochodzi z drugiego studyjnego albumu Rowland Ms. Kelly (z 2007 roku). Utwór napisali J. „Lonny” Bereal, Cordozar Calvin Broadus, Jr., Kelly Rowland i Durrell „Tank” Babbs.

## Teledysk
Reżyserem teledysku do piosenki „Ghetto” jest Andrew Gura. Był on kręcony dnia 23 sierpnia 2007 r. w Los Angeles. Miał on światową premierę 10 września 2007 roku w stacji muzycznej Black Entertainment Television